# Egerváry család
Az egervári Egerváry család, régi eredetű magyar család, amely a Geregye nemzetségből ered.

## Története
A család ősi birtokai Vas és Zala vármegyékben feküdtek. Első ismert tagja Geregye fia, Barnabás, aki 1255 és 1275 között szerepelt ispán volt. Geregyei Kalmer a XIII. század második felében élt, négy fia közül Miklós viselte először az Egerváry nevet. A XV. században élt Mihály Vas és Zala vármegye alispánja volt, öccse, László pedig Bihar és Zala főispánja, tárnokmester és horvát bán is volt.

## Jelentősebb családtagok
- Egervári Ignác (1751-1809) a kegyes tanítórend magyar tartományfőnöke
- Egerváry Gyula (1849-1913) vadászati író
- Egerváry László (?-1492) horvát-szlavón bán, Szilézia kormányzója